# 五逆罪
五逆罪是佛教所有惡業中最重者；「逆」者，「罪大惡極，極逆於常理」之意。造作五逆罪為墮無間地獄（亦稱阿鼻地獄）的業因，命終就是死亡時其人神識即將墮落到無間地獄，故亦稱五無間業或五不救罪。 無間地獄，顧名思義，受苦「無有間斷」，所以叫做無間。
五逆和十惡業常合稱五逆十惡。

## 部派佛教五逆
1. 殺掉母親
2. 殺掉父親：父母生身，弒父母大違孝順雙親、老師、尊長、大人、諸佛的教導。
3. 殺掉阿羅漢
4. 破和合僧：破壞修行眾之间的和諧（六和敬）。
5. 出佛身血：就是故意使佛的身體流血，包括毁佛像，例如提婆達多欲以大石殺害釋迦牟尼佛、以代之領導僧團的歷史事件。

## 大乘佛教五逆
- 犯部派佛教五逆罪之一。[1]
- 盜毀常住：自為或教唆他人破壞盜取塔寺、經像等三寶之物。
- 誹謗大乘：誹謗聲聞、緣覺以及大乘法(謗法)。
- 殺害出家人或妨礙出家人修行：如歌利王凌遲忍辱仙人的本生譚。
- 不信因果：主張所有心行皆無業報，或不畏果報，自行或教唆他人行十惡之事。
- （以上白话文的举例来源不明，佛经原文无此举例）

### 五逆罪與往生
《無量壽經》阿彌陀佛四十八願之本願——第十八願「十念必生」末後有一句「唯除五逆，誹謗正法」，乍看犯五逆罪者不得往生西方極樂世界；但《佛說觀無量壽佛經‧下品下生章》記載犯五逆罪者念佛也能往生(因犯五逆者通常對三寶無信故不得往生西方極樂世界，但只要對三寶生信，念佛亦能往生，因此二說並無相違)。

## 相關典籍
- 《地藏菩萨本愿经》
- 《阿闍世王問五逆經》
- 《佛說滅除五逆罪大陀羅尼經》
- 《無量壽經》
- 《佛說觀無量壽佛經》